# ASC Duisburg

Logo des ASC Duisburg

Der Amateur-Schwimm-Club Duisburg (ASC Duisburg) ist ein Sportverein aus Duisburg, dessen Wasserballmannschaft zu den stärksten in Deutschland zählt und der zudem über eine Schwimmabteilung verfügt. Die „Amateure“ wurden insgesamt sechsmal Deutscher Wasserball-Meister und viermal Deutscher Wasserball-Pokalsieger.

## Verein
Der ASC Duisburg wurde 1909 gegründet. Derzeit hat der Verein rund 3500 Mitglieder und gehört damit zu den größten Schwimmvereinen in Deutschland. Die Vereinsanlage im Sportpark Duisburg ist etwa zwei Hektar groß. Zudem verfügt der Club über ein beheiztes 50-Meter-Freibadbecken. Die Mitglieder können außerdem den Barbarasee zum Schwimmen nutzen.

## Wasserball
Der ASC Duisburg spielt in der Deutschen Wasserball-Liga. In den letzten Jahren gehörten die „Amateure“ regelmäßig zur Spitzengruppe der Liga und konnten 2013 mit dem Double aus Meisterschaft und Pokal die langjährige Vorherrschaft der Wasserfreunde Spandau 04 durchbrechen. Bereits 2010 gelang der Pokalsieg nach einer Wartezeit von mehr als zwanzig Jahren.
Sechsmal wurde der ASCD Deutscher Meister (1957, 1963, 1965, 1967, 1968 und 2013). Im Pokalwettbewerb, der 1972 eingeführt und erstmals in Duisburg ausgetragen wurde, waren die Duisburger 1972, 1989, 2010 und 2013 erfolgreich.

## Schwimmen
Der ASCD ist seit 1999 einer von zehn Duisburger Vereinen, die eine Startgemeinschaft bilden. Zum Duisburger Schwimmteam gehören neben den „Amateuren“ die folgenden Clubs: Duisburger SV 1898, Duisburger SSC 09/20, SSF Hamborn 07/38, Freie Schwimmer Duisburg 1920, DJK SV Hamborn, DJK SV Poseidon Duisburg 1921, SV Rheinhausen 1913, Polizei SV Duisburg und 1. Schwimmverein Walsum 1959.